# Ében Mihály
Ében Mihály (Fót, 1842. szeptember 18. – 1912. november 18. után) római katolikus pap.
A római Collegium Germanicum et Hungaricumban 1863-ban kezdte el lelkészi tanulmányait. Előbb az esztergomi főegyházmegye papja volt, majd 1868. július 6-án szentelték fel misés pappá. Ezt követően segédlelkész volt Muzslán és Esztergomban, később pedig tanfelügyelő az esztergomi papnevelő intézetben. 1878-ban a váci egyházmegye szolgálatába került át és a gróf Károlyi családban nevelősködött. 1882-ben derekegyházi, 1884-ben nagymágocsi lelkész. 1886-tól Zsámbok község esperes-plébánosaként működött 1905-ig. 1905–1913 között Nagykőrös plébánosa volt.
Pályája során egyházi lapokba írt cikkeket, értekezéseket és leveleket, valamint az 1870-es években ő szerkesztette az esztergomi főegyházmegye Directorium című értesítőjét. Emellett színművet írt Jézus élete címen, amely Szentesen és Pécsen színpadra került. Szívesen foglalkozott a számtantanítás elméleti alapjaival, e tárgyban több könyve is megjelent.

## Művei
- Számkönyv az új mértékekben magyar nevekkel, közönséges számokkal és számításmód törtek nélkül. Pozsony: Nirschy. 1875
- Ismétlőkönyv. Budapest: Rózsa. 1892
- A váltó számgép és módszer rövid ismertetése. Nagykőrös: K. n. 1906
- Elemi váltó számtan. Vezérkönyv a helyrendszerű számtanításhoz. Budapest: Stark. 1908